# Димитри Оболенски
Сър Димитри Оболенски (на руски: Дмитрий Оболенский) е руски и британски историк.

## Биография
Роден е на 19 март / 1 април 1918 г. в Петроград. По време на Гражданската война напуска Русия. Отраства във Франция и се установява в Обединеното кралство. Заършва Тринити Колидж в Кеймбридж и става професор по руска и балканска история в Оксфордския университет.
През 1965 г., когато руската поетеса Анна Ахматова посещава Великобритания, Оболенски се среща с нея в Оксфорд, където ѝ е присъдено званието „Почетен доктор по литература“. Година по-късно именно Оболенски написва некролога за Ахматова във вестник „Таймс“.
Автор е на редица исторически трудове. Почетен член (1974) е на Британската академия и неин вицепрезидент (1983 – 1985). Избран е за чуждестранен член на Руската академия на науките през 1994 г.
Умира на 23 декември 2001 г. в Бърфорд, Оксфордшър, Англия.